# Cavonus sculpturatus
Cavonus sculpturatus är en skalbaggsart som beskrevs av Blackburn 1888. Cavonus sculpturatus ingår i släktet Cavonus och familjen Dynastidae. Inga underarter finns listade.